# Mualick Bangura
Mualick Bangura (* 21. Dezember 1988 in Sierra Leone) ist ein ehemaliger deutsch-sierra-leonischer Footballspieler.

## Karriere
Bangura spielte in der Jugendabteilung der Düsseldorf Panther und schaffte bei den Rheinländern den Sprung in die Herrenmannschaft. Der 1,85 Meter große Verteidigungsspieler wechselte 2009 zu den Braunschweig Lions. Er blieb vorerst bis zum Ende der Saison 2011 in Braunschweig, spielte in der 2012er Saison wieder für die Düsseldorf Panther und kehrte im Vorfeld des Spieljahres 2013 nach Braunschweig zurück. Der den Spitznamen „Mali“ tragende Bangura blieb dann bis 2016 bei der Mannschaft und errang in dieser Zeit mit den Niedersachsen 2013, 2014, 2015 und 2016 die deutsche Meisterschaft sowie 2015 und 2016 den Eurobowl.